# سیارک ۲۳۲۹۵
سیارک ۲۳۲۹۵ (به انگلیسی: 23295 Brandoreavis، نامگذاری:2000YK137) بیست و سه هزار و دویست و نود و پنجمین سیارک کشف شده‌است که در ۲۳ دسامبر ۲۰۰۰ کشف شد.
قدر مطلق سیارک برابر ۱۱.۲ است.